# Hernando Arias de Ugarte
Hernando Arias de Ugarte, a veces mencionado como Fernando Arias de Ugarte (Bogotá, 9 de septiembre de 1561-Lima, 27 de enero de 1638), fue un magistrado, funcionario y sacerdote neogranadino. Fue obispo de Quito (1613-1616), 5.º arzobispo de Santa Fe de Bogotá (1616-1625), arzobispo de La Plata (Charcas) (1625-1628) y 5.º arzobispo de Lima (1628-1638). Fue el único arzobispo criollo que ocupó la silla episcopal limeña durante la época colonial. 

## Magistrado y funcionario
Hijo de Fernando Arias Torero, encomendero de Santa Fe de Bogotá, y Juana Pérez de Ugarte. Hermano de Miguel Arias de Ugarte, que fue militar y funcionario. El conquistador Gonzalo Jiménez de Quesada fue su padrino de pila. Cursó Latinidad y Filosofía en su ciudad natal. A los 16 años de edad se trasladó a España para estudiar en la Universidad de Salamanca y en la Universidad de Lérida, donde se graduó de licenciado y doctor en Leyes y Cánones. Recorrió la península ibérica, y llegó hasta Italia. De vuelta en España, se estableció en Madrid. En 1591 fue nombrado auditor del ejército destinado sobre Aragón. Disuelto dicho ejército, volvió a Madrid en 1594.
Proveído ya de prestigio como funcionario público, en 1595 fue nombrado oidor de la Real Audiencia de Panamá, pero poco después fue trasladado con la misma investidura a la Real Audiencia de Charcas, en 1597. Momentáneamente dejó dicha función al ser nombrado por el virrey del Perú Luis de Velasco y Castilla como corregidor de Potosí, lugarteniente de capitán general y visitador de la casa de Moneda y cajas reales de esa provincia (1599). Culminada esas funciones, se reincorporó a la audiencia.
En 1603, cuando uno de los oidores de la Real Audiencia de Lima, Alfonso Maldonado de Torres, partió a España para tomar asiento en el Consejo de las Indias, Arias de Ugarte fue designado para ocupar la vacante dejada, por lo que hubo de trasladarse a Lima. Allí se incorporó también al claustro de la Universidad de San Marcos. Por mandato de la Real Audiencia de Lima, que por entonces gobernaba el país, pasó a ser gobernador de Huancavelica (1605), donde administró responsablemente las rentas de dicho asiento minero y se esforzó por ajustar un nuevo trato con los mineros.

## Carrera eclesiástica
En 1607 retornó a Lima y renunció a su cargo de oidor para seguir la carrera sacerdotal, que había sido uno de sus anhelos de juventud. Fue ordenado de presbítero por el obispo de Santiago de Chile fray Juan Pérez de Espinosa en virtud de real licencia de Felipe III, la primera que se otorgó para que en América un oidor pudiera ser eclesiástico. Dijo su primera misa en la iglesia del Noviciado de la Compañía de Jesús, y en seguida continuó en el gobierno de Huancavelica.

### Obispo de Quito
Fue preconizado como obispo de Panamá en 1612, pero antes de producirse su confirmación, fue designado para ocupar el obispado de Quito (13 de julio de 1613),  siendo consagrado en Lima por el arzobispo Bartolomé Lobo Guerrero. Entró en Quito el 6 de enero de 1615. Dio cumplimiento a la creación del obispado de Trujillo, desmembrando parte de su propia diócesis (Piura y Tumbes).
Luego de visitar los conventos y parroquias de Quito, salió para recorrer todas las doctrinas de su diócesis. Esta visita pastoral no pudo culminarla, debido a que poco después fue elevado a la arquidiócesis de Santa Fe de Bogotá (15 de junio de 1616).

### Arzobispo de Bogotá
Tomó posesión de la silla de Bogotá el 7 de enero de 1618, siendo recibido espléndidamente. En dicho acto estuvo acompañado por su hermano, el capitán Diego Arias, a quien encontró de contador de las reales cajas. No tardó en salir para realizar una visita general. Penetró en lugares muy remotos venciendo duras jornadas, pasando por peligros graves en caminos escabrosos, y arrostrando privaciones de todo género. En 1625 celebró el primer Concilio provincial de Santa Fe. Se dedicó también a adelantar varias obras, como la fábrica de una capilla que levantó para su entierro creando para ella una capellanía. Erigió el monasterio de Santa Clara al que dotó de dos mil ducados de renta, y en tanto que avanzaba el trabajo del edificio, nombró por prelada a una hermana suya que ya lo había sido de otros conventos.

### Arzobispo de La Plata (Charcas)
Promovido al arzobispado de La Plata (Charcas) el 27 de junio de 1625, recorrió el largo camino que hay entre Santa Fe de Bogotá y La Plata (actual Sucre, en Bolivia). Fue recibido el 5 de septiembre de 1627, y tras celebrar un sínodo diocesano en 1628, inició la visita de su diócesis, cuando le llegó la noticia de su nombramiento como arzobispo de Lima (18 de febrero de 1628). Sin embargo, como ya hubiese convocado a un concilio provincial, verificó la reunión de este en 1629 y autorizó sus funciones hasta que ellas terminaron. En este concilio logró hacer reformas en beneficio de los indios. Ordenado todos los asuntos de la sede altiplánica, preparó su viaje a Lima.

### Arzobispo de Lima

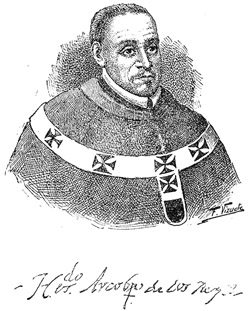
Retrato del arzobispo Fernando Arias de Ugarte. Grabado reproducido en una obra del

Tomó posesión de la sede limeña el 14 de enero de 1630, al cabo de dos años de haber sido designado. Contaba entonces con 69 años de edad y había recorrido durante su vida miles de leguas. Al día siguiente de su entrada, el cabildo arquidiocesano le agasajó con un banquete en el cual se sirvieron 64 potajes diferentes, pues cada uno de los 16 conventos de Lima presentó 4 potajes.
Efectuó una minuciosa visita en su jurisdicción, que le tomó cinco años en completarla. Comenzó por su catedral, y lo fue extendiendo hasta Huánuco, Huamalíes, Canta, etc.
Celebró un sínodo diocesano, el segundo de la historia del arzobispado, que dio inicio el 27 de enero de 1636; y las sinodales se imprimieron a continuación de las del arzobispo Bartolomé Lobo Guerrero en 1637. Contienen trece títulos con varios capítulos, y al principio de ellas está inserta la doctrina cristiana en quechua y en español (1636) y proveyó a la dación de nuevas reglas que asegurasen el orden de la vida religiosa. Mandó guardar y cumplir la cédula de 2 de marzo de 1632 en la que ordenaba el rey que todos los párrocos enseñasen el idioma español a los indios considerando este medio el más adecuado para su instrucción religiosa.
Además, se preocupó porque se diese a los indígenas la eucaristía y puso orden en el cobro de diezmos.
Falleció en Lima, a los 76 años de edad. «Fue varón muy recto, caritativo y humilde. Amaba a los indios y vigilaba que se les tratase con humanidad y dulzura. Decía que eran sus hermanos y sus compatriotas; y muchas veces se firmó en su país: “Fernando, indio, obispo de Santa Fe”» (Manuel de Mendiburu).

## Publicaciones
- Constituciones Sinodales del Arzobispado de los Reyes en el Perú (1637).[4]